# میلتون کینز
latitudeمیلتون کینزlongitudeمیلتون کینز
میلتون کینز (به انگلیسی: Milton Keynes) یک شهرک و planned community در بریتانیا است که در Borough of Milton Keynes واقع شده‌است.

## خصوصیات
میلتون کینز ۸۹ کیلومترمربع مساحت و ۲۲۹٬۹۴۱ نفر جمعیت دارد.

## خواهرخوانده
شهر شورته خواهرخواندهٔ میلتون کینز هست.